# 达西珠单抗
达西珠单抗（INN：dacetuzumab；开发代号：SGN-40或huS2C6）是一种人源化单克隆抗体，正在开发用于治疗CD40阳性癌症，如非霍奇金淋巴瘤和血液恶性肿瘤。
该药物由西雅图遗传学公司开发。